# کمبلتون، نیوبرانزویک
کمبلتون (به انگلیسی: Campbellton) یک منطقهٔ مسکونی در کانادا است که در محله ادینگتون، نیو برانسویک واقع شده‌است. کمپبلتون ۱۸٫۶۶ کیلومتر مربع مساحت و ۷٬۳۸۵ نفر جمعیت دارد.